# Tupaia minor
Tupaia minor är en däggdjursart som beskrevs av Albert Günther 1876. Tupaia minor ingår i släktet Tupaia och familjen spetsekorrar. IUCN kategoriserar arten globalt som livskraftig.
Arten når i genomsnitt en längd av 12,4 cm (utan svans) och den väger 50 till 70 g. Pälsen har på ovansidan och på extremiteternas utsida en guldfärgad till brun färg. Undersidan och extremiteternas insida bär krämfärgad till vit päls. Tupaia minor påminner liksom andra spetsekorrar om en ekorre i utseende men den har en spetsig nos och bara korta morrhår. Händer och fötter är utrustade med böjda skarpa klor och de har motsättliga tummar samt stortån.
Denna spetsekorre förekommer på Malackahalvön, på Borneo och på Sumatra. Den vistas i låglandet och i bergstrakter upp till 1000 meter över havet (sällan upp till 1700 meter). Habitatet utgörs av olika slags skogar och dessutom besöks trädodlingar.
Individerna är aktiva på dagen och de klättrar huvudsakligen i växtligheten. Ofta delar en vuxen hanne och en vuxen hona revir. Arten äter olika ryggradslösa djur som insekter och maskar samt frukter. I motsats till andra spetsekorrar ingår inga blad i födan. Honor föder en till tre ungar per kull. Annars är inte mycket känt om artens fortplantningssätt men det antas att den förökar sig likadan som andra spetsekorrar.

## Underarter
Arten delas in i följande underarter:
- T. m. humeralis
- T. m. malaccana
- T. m. minor
- T. m. sincipis